# Torre Mussa
La torre de Mussa, situada als afores de Benifaió, comarca de la Ribera Alta (País Valencià), al costat de la carretera de Benifaió a Catadau, és una construcció d'arquitectura islàmica construïda al segle xii, reformada al segle xiv.
Construïda amb pedra i morter de calç, encara conserva internament arcades corresponents a les plantes hui derruïdes, així com forats circulars, cosa que sembla demostrar que es tractaria d'una torre colomer de l'època islàmica.
L'ús com a part del cinturó defensiu de la ciutat de València pot ser que date de l'època cristiana.
Es tracta d'una torre prismàtica de planta quadrangular d'uns 10,2 metres de costat. Consta d'un basament d'uns 3 metres d'alçada, i amb un gruix als murs d'1,20 metres, realitzat amb aparell irregular amb la tècnica de tàpia de pedra. Sobre aquest basament es troba la porta d'entrada, que està protegida per una finestra situada a la primera planta. Té dues plantes amb quatre finestres en cadascuna. Els forjats serien de fusta, tot i que no es conserven; encara són visibles les empremtes del suport en els murs de les biguetes. En la rematada es conserven alguns merlets. Es conserva a l'interior un mur amb tres arcs, un per planta, que divideix en dues la planta de la torre.